# Franconville, Val-d'Oise
Franconville là một xã trong vùng đô thị Paris, thuộc tỉnh Val-d'Oise, vùng hành chính Île-de-France của nước Pháp, có dân số là 33.665 người (thời điểm 1999).

## Các thành phố kết nghĩa
- Viernheim Đức
- Potters Bar Vương quốc Liên hiệp Anh và Bắc Ireland